# Veículo recreativo

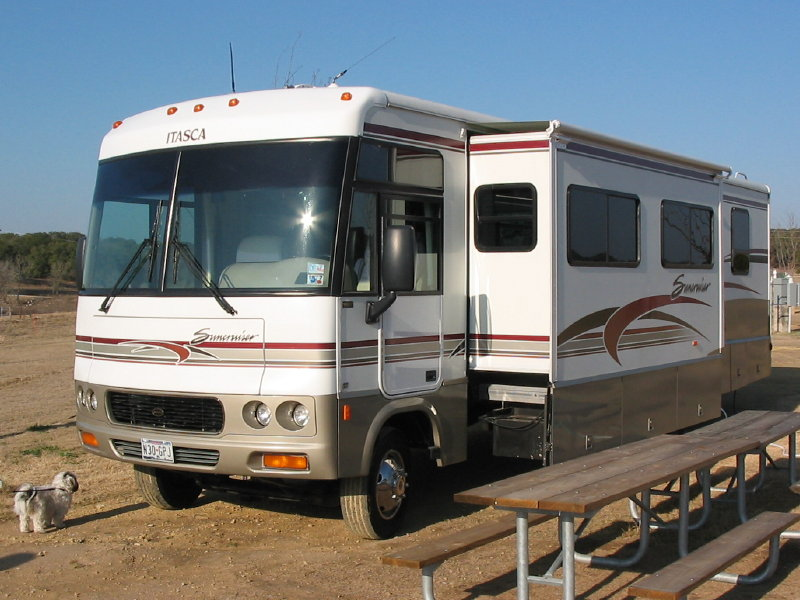
Uma autocaravana típica com cômodos retráteis.

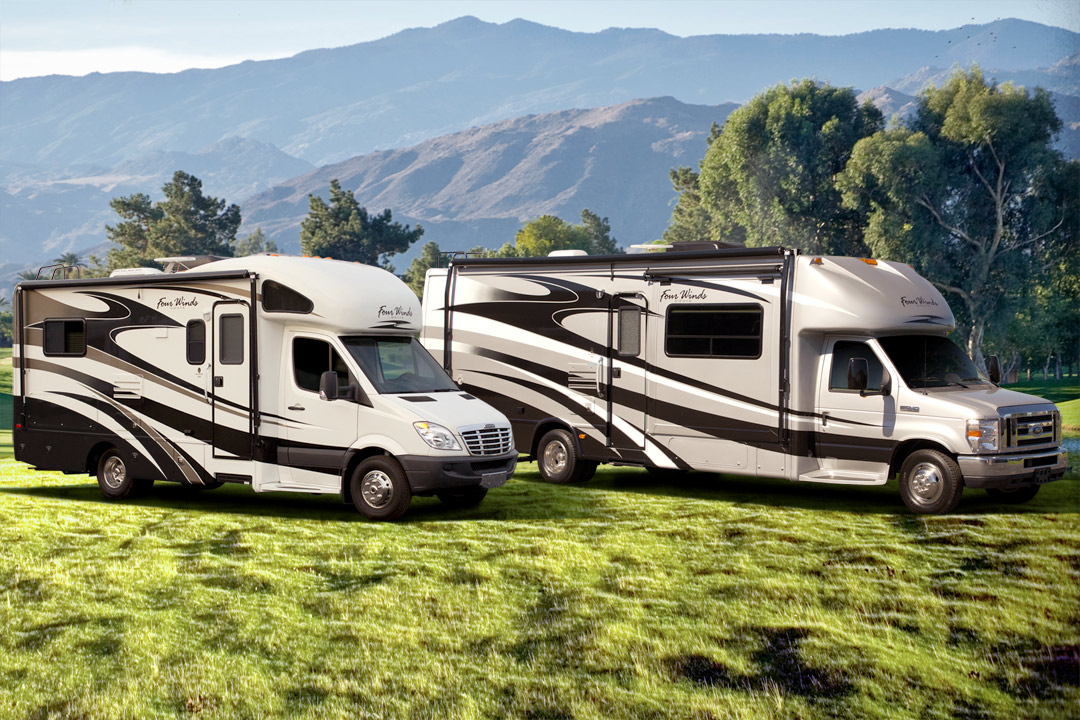
Duas autocaravanas da nova geração, como todas as facilidades de um confortável pequeno apartamento.

Veículo recreativo (do original em inglês: recreational vehicle) é o termo comumente utilizado para definir todos os veículos equipados com espaço de convivência e facilidades encontradas em uma residência, como cozinha, banheiro e acomodações de repouso.
Se motorizados, são conhecidos como veículo-casa, motocasa, motor-home (português brasileiro) ou autocaravana. (português europeu) Se sem um motor (apenas a estrutura de uma casa), são chamados de caravana, rulote (português europeu) ou trailer. (português brasileiro)

## Tipos

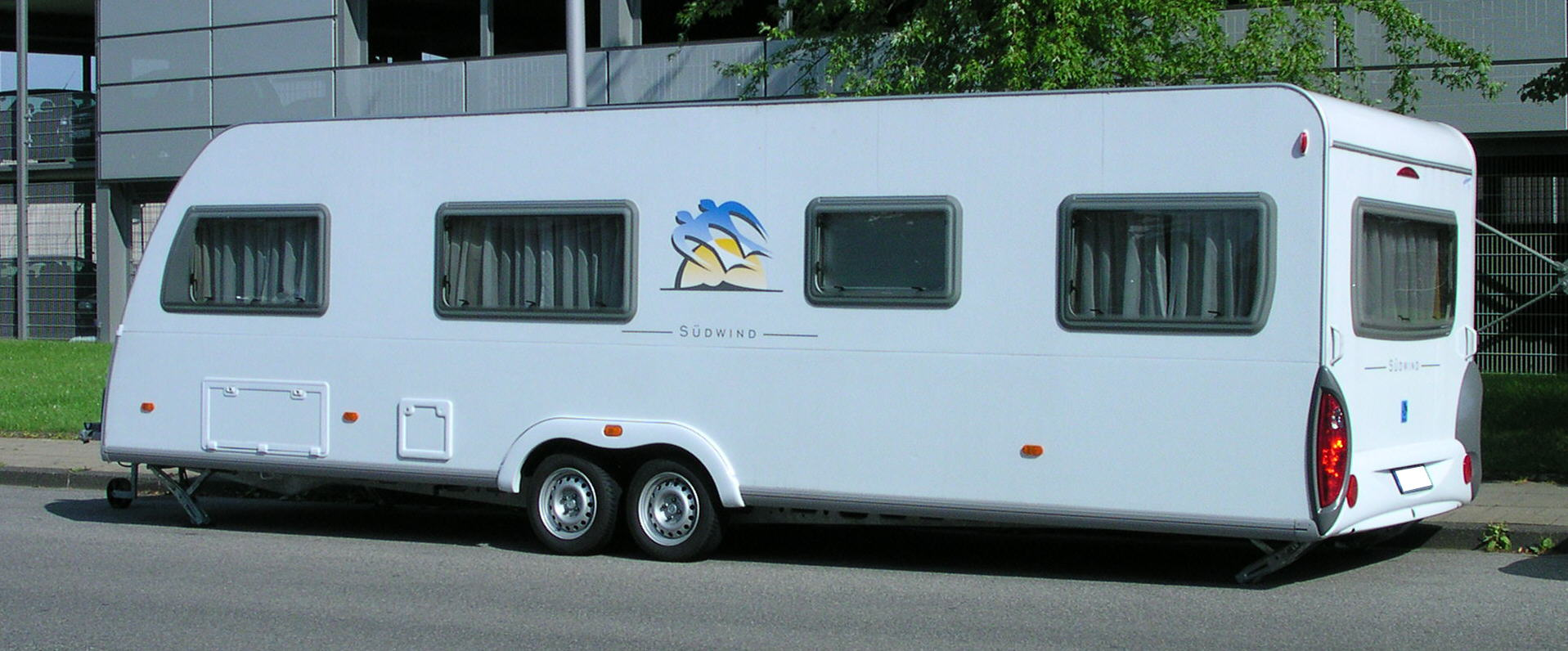
Grande caravana (trailer) esperando seu reboque.

- Autocaravana (motor-home):[b] literalmente, uma casa sobre rodas. Geralmente, são ônibus ou vans adaptadas para servir de casa. Independentemente do tamanho e luxo, uma autocaravana deve ter no mínimo banheiro com chuveiro, pia e sanitário, cozinha com pia, fogão e geladeira, bem como uma mesa que também se converta em cama.

É um veículo sempre autossuficiente, pois tem caixa d’água que alimenta o veículo com uma bomba ligada à bateria. Quando há água no local, essa caixa pode ser enchida diretamente por meio de uma mangueira. Apresenta também sistema de esgotamento de água de pias e box (“água cinzenta”), que pode ser esvaziada diretamente com o uso de uma mangueira. Já a água do vaso sanitário (“água preta”) é armazenada em outro tanque ou num sanitário portátil (“porta-potty”).
A autocaravana tem em geral duas baterias, uma para o carro e outra para a “casa”, e ambas podem ser carregadas pelo motor do carro ou pelo conversor de energia que, se ligado a uma tomada externa, alimenta todos os dispositivos internos. É um veículo especialmente equipado para fins específicos, podendo ser usado como moradia ou comércio, tendo se tornado populares nos Estados Unidos e no Reino Unido depois da Segunda Guerra Mundial (1939–1945). A fábrica Airstream ditou regras sobre a produção desses veículos que são bastante utilizadas até os dias de hoje.
- Caravana (trailer): habitação formada principalmente de dormitório, cozinha, sala e banheiro. É montado sobre uma plataforma metálica com um ou mais eixos próximos e habilitado a trafegar em ruas e estradas. Diferentemente de uma motocasa, o trailer é sempre rebocado e nunca possui motor propulsor próprio.

- Minicaravanas (minitrailers/teardrops): não deve ser comparado a um trailer ou equipamentos desmontáveis como barracas e carreta. A minicaravana geralmente apresenta uma altura menor que as caravanas (trailers) comuns, o que garante maior estabilidade na estrada. O mesmo pode ser dito da largura.

- Camper: trata-se de um módulo com todos os recursos internos de um trailer, que vai acomodado sobre a caçamba de uma pick-up, podendo ser destacável para o uso livre do veículo.

- Caminhão-casa (truck-home): é um trailer com todas as características de um trailer rebocável comum fixado e adaptado a um caminhão sem caçamba ou carroceria.

- Trailovers: é uma espécie de camper para automóveis de passeios. A ideia era um misto de barraca com trailer que pudesse ficar fixo sobre um carro de passeio do tipo Sedan e destacado deste em acampamentos mais longos, onde ficava suspenso por “pés” semelhantes aos de Campers.[11]